# یواس‌اس نیوپورت (ال‌اس‌تی-۱۱۷۹)
یواس‌اس نیوپورت (ال‌اس‌تی-۱۱۷۹) (به انگلیسی: USS Newport (LST-1179)) یک کشتی بود که طول آن ۵۲۲ فوت (۱۵۹٫۱۱ متر) بود. این کشتی در سال ۱۹۶۸ ساخته شد.